# Брихад-бхагаватамрита
«Бриха́д-бхагавата́мрита» — санскритский текст XVI века, священный для последователей индуистской традиции гаудия-вайшнавизма. Наряду с «Хари-бхакти-виласой» входит в число наиболее важных трудов кришнаитского богослова и святого Санатаны Госвами. В то время как в «Хари-бхакти-виласе» изложены наставления о вайшнавском поведении и ритуалах, полученные Санатаной Госвами от Чайтаньи, в «Брихад-бхагаватамрите» проводится анализ учения Чайтаньи в онтологическом и метафизическом ракурсе.
В первой части «Брихад-бхагаватамриты» Санатана Госвами описал беседу между Парикшитом и его матерью Уттарой. Беседа произошла после того, как Парикшит услышал «Бхагавата-пурану» от Шукадевы Госвами. Уттара попросила своего сына объяснить суть «Бхагавата-пураны», и Парикшит раскрыл ей сокровенные ступени бхакти. Он рассказал историю о том, как Нарада искал самого близкого преданного Кришны. Великий риши начал свой поиск с преданных Кришны, чья бхакти смешана с кармой и джнаной (Брахма и Шива), затем поднялся до шанта-расы (Прахлада), дасья-расы (Хануман), сакхья-расы (Арджуна) и наконец дошёл до самого дорогого преданного Кришны — Уддхавы, который жаждал находиться во Вриндаване и который показал, что наивысшим уровнем бхакти является любовь пастушек-гопи к Кришне.
Вторая часть «Брихад-бхагаватамриты» повествует о славе и блаженстве духовного мира Голоки, а также о процессе отречения от материального мира, об истинном знании, бхакти-йоге, любви к Кришне и выполнении высшего предназначения жизни. Во второй части содержится повествование о странствующем пастушке, который получив мантру от жителя Вриндаваны, путешествует с одной планетной системы на другую, исследуя различные уровни сознания живых существ. Его духовная одиссея начинается на Земле, продолжается на райских планетах, Брахмалоке, в брахмаджьоти, на Шивалоке, Вайкунтхе, Айодхье, Дварке, Матхуре и наконец Голоке, где он осознает своё вечное положение в лилах Кришны, в сакхья-расе.
В «Брихад-бхагаватамрите» содержатся описания различных категорий преданных Кришны: близких преданных, ближайших преданных и совершенных преданных. Бхактиведанта Свами Прабхупада в своём комментарии к «Чайтанья-чаритамрите» (Ади-лила, 5.203) пишет, что «Брихад-бхагаватамриту» должен прочесть «любой, кто хочет узнать о преданных, преданном служении и Кришне»